# Walter McCarty
Walter Lee McCarty (ur. 1 lutego 1974 w Evansville) – amerykański koszykarz, występujący na pozycji skrzydłowego, po zakończeniu kariery zawodniczej – trener koszykarski.
W 1998 wystąpił w filmie Gra o honor z Denzelem Washingtonem i Rayem Allenem, grając rolę koszykarza Mance'a.
W 2003 wydał płytę R&B/Soul – „Moment for Love”. Śpiewał hymn amerykański przed All-Star Saturday Night w ramach 2006 NBA All-Star Game.
22 marca 2018 został trenerem drużyny uczelnianej Evansville Purple Aces.

## Osiągnięcia
NCAA
- Mistrz:
  - NCAA (1996)[3]
  - turnieju konferencji Southeastern (SEC – 1994, 1995)
  - sezonu regularnego SEC (1995, 1996)
- Uczestnik rozgrywek:
  - Elite 8 turnieju NCAA (1995, 1996)
  - turnieju NCAA (1994–1996)
- Zaliczony do I składu turnieju SEC (1996)[4]